# تابینسکویه
تابینسکویه (انگلیسی: Tabynskoye) یک شهرک در شهرستان گافوریسکی استان باشقیرستان کشور روسیه است.